# Braux-Sainte-Cohière

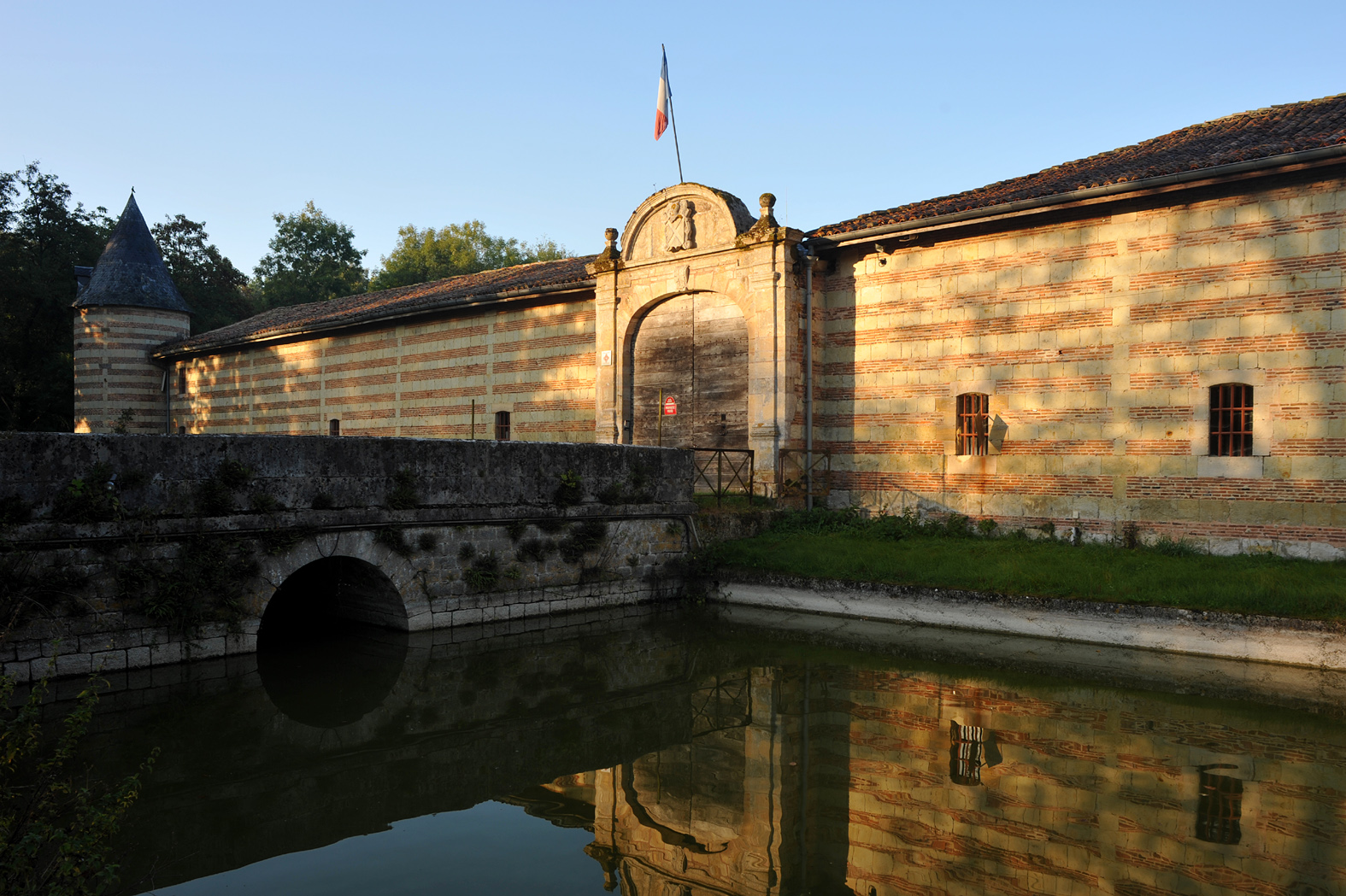
Kasteel

Braux-Sainte-Cohière is een gemeente in het Franse departement Marne (regio Grand Est) en telt 83 inwoners (2009). De plaats maakt deel uit van het arrondissement Sainte-Menehould.

## Geografie
De oppervlakte van Braux-Sainte-Cohière bedraagt 6,1 km², de bevolkingsdichtheid is dus 13,6 inwoners per km².
De onderstaande kaart toont de ligging van Braux-Sainte-Cohière met de belangrijkste infrastructuur en aangrenzende gemeenten.

## Demografie
Onderstaande figuur toont het verloop van het inwonertal (bron: INSEE-tellingen).